# Cerro Huemul
Cerro Huemul är ett berg i Argentina och Chile. Det ligger i den södra delen av landet, 2 000 km sydväst om huvudstaden Buenos Aires. Toppen på Cerro Huemul är 2 876 meter över havet, eller 1 474 meter över den omgivande terrängen. Bredden vid basen är 10,6 km.
Terrängen runt Cerro Huemul är varierad. Trakten runt Cerro Huemul är nära nog obefolkad, med mindre än två invånare per kvadratkilometer.. Närmaste större samhälle är El Chaltén, 14,9 km nordost om Cerro Huemul. 
Trakten runt Cerro Huemul består i huvudsak av gräsmarker.